# 1986 في النمسا
فيما يلي قوائم الأحداث التي وقعت خلال عام 1986 في النمسا.

## سياسة

### تعيين في المنصب
- 1 يناير – فريدا ميسنر-بلاو عضو المجلس الوطني للنمسا.
- 1 يناير – يورج هايدر chairman of the Freedom Party of Austria ‏،عضو المجلس الوطني للنمسا.
- 8 يوليو – كورت فالدهايم رئيس النمسا.
- 8 يوليو – إليزابيث فالدهايم السيدة الأولى للنمسا [الإنجليزية]‏.

## مواليد

### يناير
- 23 يناير – فيليب أوزوالد لاعب كرة مضرب نمساوي.
- 24 يناير – توماس باور لاعب كرة يد نمساوي.

### مارس
- 21 مارس – فرانز شيمر لاعب كرة قدم نمساوي.

### أبريل
- 7 أبريل – كريستيان فوكس لاعب كرة قدم نمساوي.
- 7 أبريل – مايكل رانسيدير متسابق دراجات نارية نمساوي.

### يوليو
- 21 يوليو – مارتن فيشر لاعب كرة مضرب نمساوي.

### أغسطس
- 27 أغسطس – سيباستيان كورتس وزير خارجية النمسا منذ 2013.

### أكتوبر
- 10 أكتوبر – ريتشارد فوس لاعب كرة يد نمساوي.
- 30 أكتوبر – توماس مورغينسترن طائر تزلج نمساوي.

### نوفمبر
- 8 نوفمبر – باتريسيا ماير أخلايتنر لاعبة كرة مضرب نمساوية.
- 17 نوفمبر – فلوريان كلاين لاعب كرة قدم نمساوي.

## وفيات

### أبريل
- 23 أبريل – أوتو بريمنغر (مواليد 1905)
- 26 أبريل – هيرمان قيمنر (مواليد 1919)

### يوليو
- 26 يوليو – هاينز لازيك (مواليد 1911) ملاكم نمساوي.
- 28 يوليو – آن ماري سلينكو (مواليد 1914) كاتبة نمساوية.

### أغسطس
- 12 أغسطس – هانز بيسر (مواليد 1911) لاعب كرة قدم ألماني.